# Primnoella grandisquamis
Primnoella grandisquamis is een zachte koraalsoort uit de familie Primnoidae. De koraalsoort komt uit het geslacht Primnoella. Primnoella grandisquamis werd in 1889 voor het eerst wetenschappelijk beschreven door Wright & Studer. 